# Mats Mikiver
Mats Eino Mikiver (* 18. Februar 1954 in Norrköping) ist ein ehemaliger schwedischer Radrennfahrer und nationaler Meister im Radsport.

## Sportliche Laufbahn
Mikiver war im Straßenradsport aktiv. Er gewann mit dem Skandisloppet 1972 und dem Solleröloppet 1976 die neben der Mälaren Runt bedeutendsten und traditionsreichsten schwedischen Eintagesrennen. 1976 war er zudem im Sorundaloppet, im Järfälla Grand Prix, in der Hjälmaren Runt, im Paragonen Grand Prix, in der Hammarörundan und im Anundsloppet erfolgreich. 1975 hatte er das Östgötaloppet gewonnen.
1977 gewann er bei den Nordischen Meisterschaften das Straßenrennen und mit Alf Segersäll und Claes Göransson das Mannschaftszeitfahren bei den nationalen Meisterschaften. 1978 gewann er mit Tommy Prim und Claes Göransson den schwedischen Titel im Mannschaftszeitfahren, 1979 ebenfalls mit Tommy Prim und Claes Göransson. 
1976 wurde Mikiver Vizemeister im Straßenrennen. 1979 gewann er die Silbermedaille im Mannschaftszeitfahren bei den Nordischen Meisterschaften. 1973 kam er im britischen Milk Race auf den 32. Platz, 1976 wurde er 30. Mikiver startete für die Vereine „IF Saab“, „CK Antilopen“ in Norrköping und „CK Hymer“.